# Håkan Broström
Håkan Broström (* 1955) ist ein schwedischer Jazz-Saxophonist und Flötist des Modern Jazz.

## Leben und Wirken
Broström begann seine Musikerkarriere zunächst in Bluesbands sowie der Reggae-Formation Rotpuls 1982, wechselte dann zum Jazz und war seit den 1970er Jahren Mitglied der Stockholmer Szene des zeitgenössischen Jazz und des Stockholm Jazz Orchestra unter der Leitung von Fredrik Norén. Gemeinsam mit Tomas Franck gründete er die Band Equinox (schwedische „Jazzgruppe des Jahres“ 1984) und spielte 1988 in der Big Band von Bob Brookmeyer (Dreams). Mitte der 1990er Jahre war er zusammen mit Nils Landgren und Lennart Åberg Mitglied der Band des Pianisten Jan Wallgren (Raga, Bebop and Anything).
Seit Anfang der 1990er Jahre nahm Boström für das schwedische Label Dragon Records drei Alben unter eigenem Namen auf, an denen Musiker wie Bobo Stenson, Tim Hagans, Anders Kjellberg, Marc Copland und Jeff Hirshfield mitwirkten. 2008 spielt er im Quartett mit Joey Calderazzo, Martin Sjöstedt und Daniel Fredriksson.

## Diskografie
- Dark Light (Dragon, 1990)
- Celestial Nights (Dragon, 1994)
- Still Dreaming (Dragon, 1995)
- Håkan Broström with the Norrbotten Big Band featuring Marilyn Mazur Episodes from the Past and the Future (Art of Life, 2014)